# Massacre de Whitman
Le massacre de Whitman fut l'assassinat le 29 novembre 1847 des missionnaires américains, Marcus Whitman, son épouse Narcissa Whitman (en), ainsi que onze autres personnes dans l'Oregon Country. Ils ont été tués par des Amérindiens Cayuses et Umatillas, marquant le début de la guerre Cayuse.
Il a eu lieu dans l'actuel sud-est de l'État de Washington, près de la ville de Walla Walla, et fut l'un des événements les plus célèbres dans cette colonie américaine du Nord-Ouest Pacifique. Le massacre a été le point culminant de plusieurs années d'une interaction complexe entre les Whitman, qui avaient dirigé la première caravane de colons le long de la piste de l'Oregon, et les Amérindiens locaux.
Les meurtres sont généralement attribués en partie à un choc des cultures et en partie à l'incapacité de Marcus Whitman, un médecin, d'arrêter la propagation de la rougeole parmi les Amérindiens, qui considéraient alors Whitman comme responsable des nouveaux morts.
L'incident reste encore controversé car les Whitman sont considérés par certains comme des pionniers héroïques, et par d'autres comme des colons occidentaux qui ont tenté d'imposer leur religion aux Amérindiens.

## Contexte
Les premiers commerçants de fourrures transmirent aux Autochtones des maladies infectieuses. Lorsque la rougeole se propagea à la mission au milieu des années 1840, décimant les Cayuses vivant à proximité, les Amérindiens ont accusé Whitman. Les Amérindiens des Hauts-Plateaux ne tuaient généralement pas leurs chamans quand ils ne guérissaient pas les malades, mais ils pensaient que des quantités excessives de pouvoir spirituel pouvaient être à l'origine d'intentions meurtrières. 

Les relations des Amérindiens avec les Whitman s'étaient déjà dégradées en raison de l'expansion américaine, de l'inflexibilité des missionnaires, de la disparition de la traite des fourrures et d'incompréhensions liées à la barrière de la langue. La propagation de la rougeole fut l'élément déclencheur d'un affrontement meurtrier. 

## Massacre
Le 29 novembre 1847, soixante Cayuses et Umatillas , dissimulant des haches et des fusils, se rendirent chez Whitman en prétextant une consultation médicale. Sur place, ils tuèrent le couple Whitman et onze ou douze autres personnes de la mission et prirent cinquante-trois personnes en otage. Les meurtres ont été brutaux, selon les témoignages d'enfants survivants, car les assaillants ont utilisé leurs tomahawks « pour libérer les esprits malfaisants vivant dans les blancs ».